# Chanceaux-sur-Choisille
Chanceaux-sur-Choisille là một xã thuộc tỉnh Indre-et-Loire trong vùng Centre-Val de Loire ở miền trung nước Pháp.